# VBZ Ce 4/4 (Kurbeli)
Die Ce 4/4 «Kurbeli» mit den Betriebsnummern 1351–1415 waren Triebwagen der Strassenbahn Zürich. Die Städtische Strassenbahn Zürich (StStZ) beschaffte von 1940 bis 1954 in drei Lieferlosen 65 mittelschwere Grossraumwagen dieser Bauart, die von der Schweizerischen Wagonsfabrik Schlieren (SWS) zusammen mit der Maschinenfabrik Oerlikon (MFO) gebaut wurden, wobei MFO die elektrische Ausrüstung lieferte, bis auf die fünf 1947 gelieferten Wagen mit elektrischer Ausrüstung von Brown, Boveri & Cie. (BBC). Der Spitzname «Kurbeli» bezieht sich auf die Bedienung der Fahrzeuge mit einer Handkurbel, womit sie sich von den Ce 4/4 «Pedaler» unterschieden, deren Schützensteuerung mit den Füssen bedient wurde.

## Geschichte

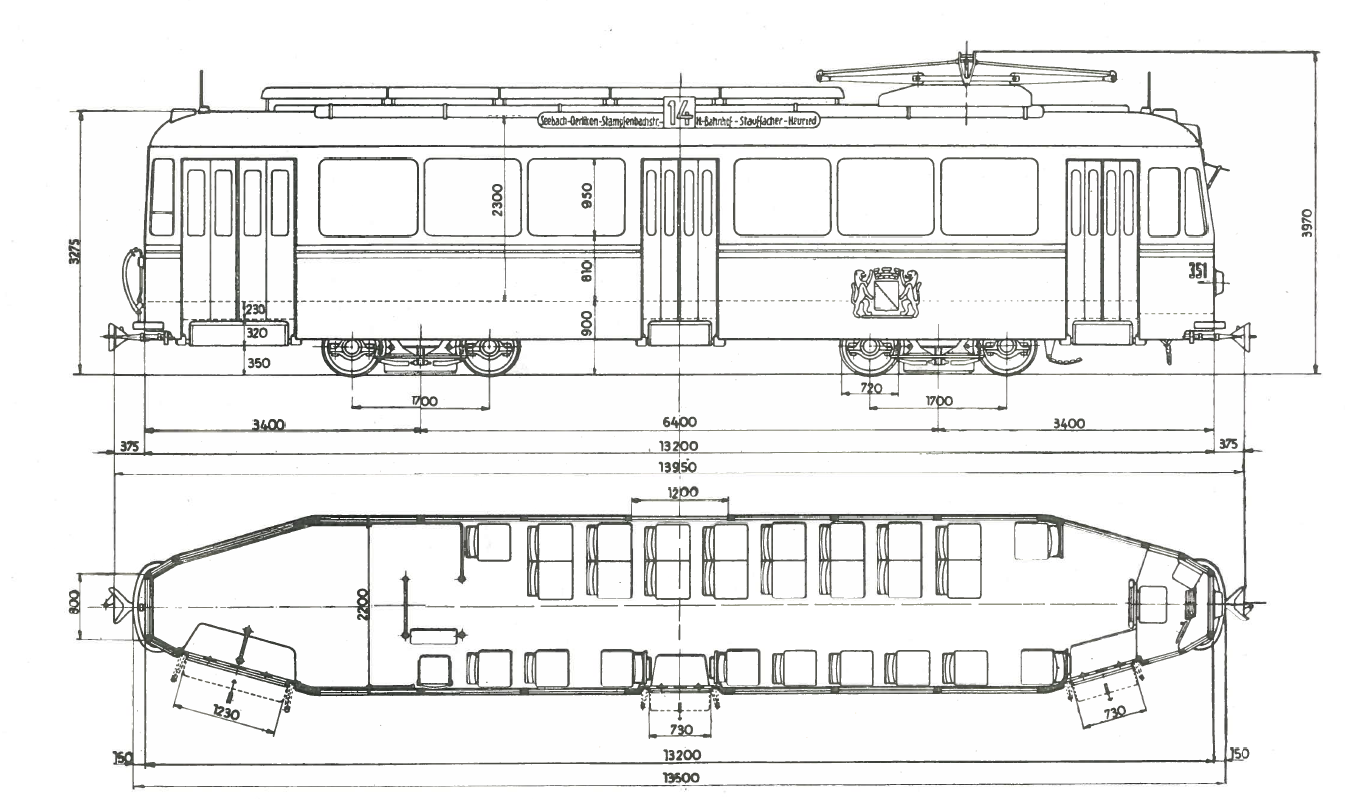
Typenskizze Ce 4/4 1351–1370

Die ersten 20 Wagen wurden mit den Nummern 351 bis 370 in den Jahren 1940 bis 1947 abgeliefert. Sie bildeten zusammen mit den «Pedalern» die Grundlage für die Schweizer Standardwagen, die vom Verband schweizerischer Transportanstalten (VST) entwickelt wurden. Im Bezeichnungssystem der landesweit einsetzbaren Einheitsbauarten erhielten die «Kurbeli» als mittelschwere Grossraumwagen die Typenbezeichnung Ib.
Mit der Umnummerierung im Jahre 1947 erhielten alle Motorwagen zur Unterscheidung von den Anhängern sowie Auto- und Trolleybussen eine vierstellige Nummer, die mit einer 1 begann. Somit erhielt die erste Serie die Nummern 1351 bis 1370, der im selben Jahr fünf weitere Wagen mit den Nummern 1371 bis 1375 folgten. Die nachfolgenden 40 Wagen mit den Nummern 1376 bis 1415 unterschieden sich von der ersten Serie durch Drehgestelle mit Innenrahmen. Nach Abschaffung der 1. Wagenklasse im Jahre 1956 änderte sich die Bauartbezeichnung der «Kurbeli» in Be 4/4.
Die Wagen standen bis Ende der 1990er Jahre im Einsatz, zuletzt auf den Linien 4, 6, 10 und 15.
Wagen 1392 wird vom Tram-Museum Zürich (TMZ) betriebsfähig erhalten und gelegentlich auf der Museumslinie 21 eingesetzt, Wagen 1379 war zuerst für das von AMTUIR betriebene Musée des transports urbains de France in Paris bestimmt, ist aber seit 2013 wieder zurück in der Schweiz und für das TMZ remisiert.

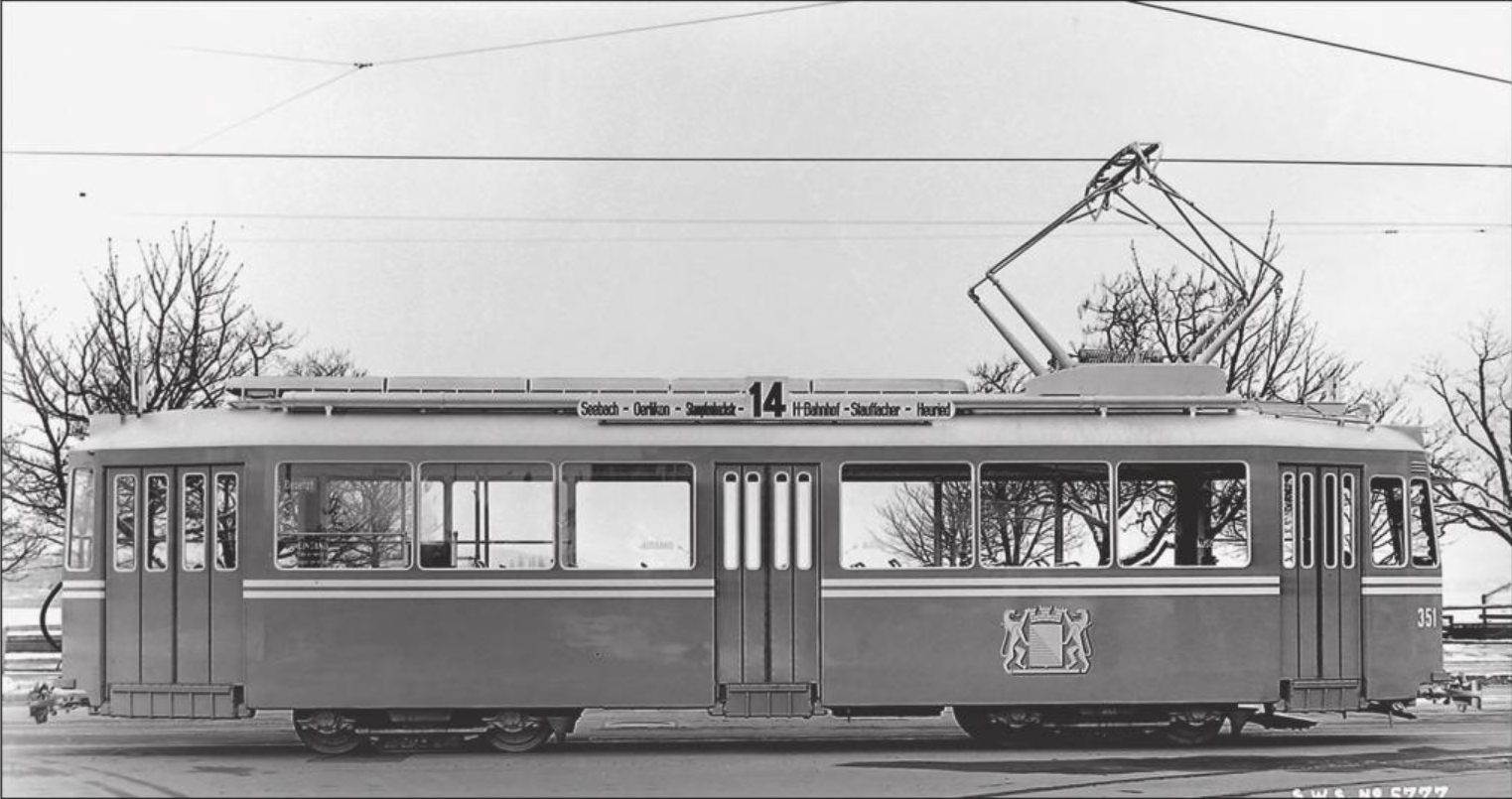
Werksbild des Ce 4/4 351, aufgenommen am Bellevue
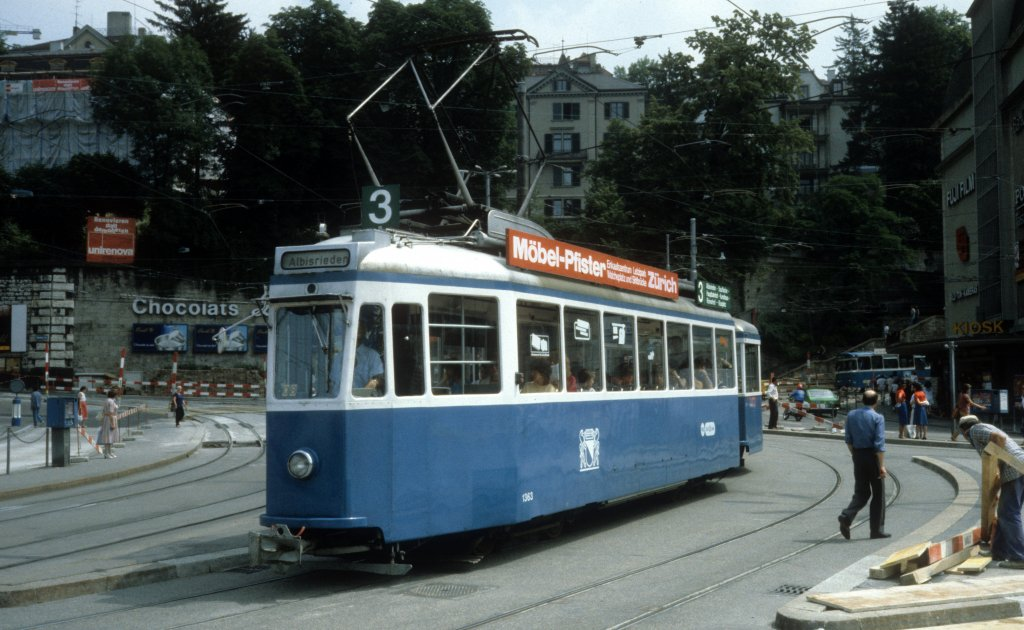
Türlose Seite des Be 4/4 1363 am Central im Jahre 1983
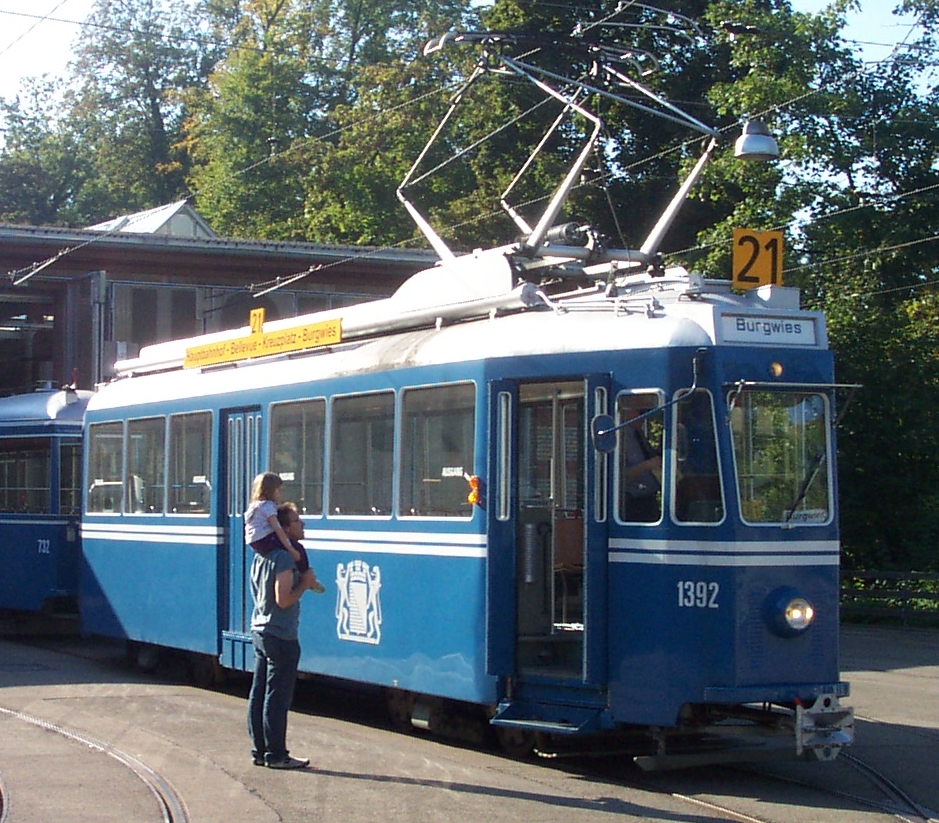
Aufgearbeiteter Wagen 1392 des TMZ mit Schildern der Museumslinie Nr. 21

## Technik
Die mittelschweren Grossraumwagen hatten einen selbsttragenden Wagenkasten aus Stahlblech, der mit Profilträgern ausgesteift war. Als Einrichtungswagen hatten sie auf der rechten Seite drei Falttüren angeordnet. Erstmals wurde ein Fahrgastfluss-System angewandt, bei welchem die Fahrgäste von hinten am Kondukteur vorbei zu den Sitzplätzen in 2+1-Anordnung und den vorderen beiden als Ausstieg dienenden Türen zirkulierten. Aus diesem Grund war im Heck des Fahrzeugs ein grosser Stehraum angeordnet, der über eine besonders breite Einstiegstüre erreicht werden konnte. Der Kondukteur hatte seinen Platz neben dem Heckeinstieg und verrichtete seine Arbeit im Sitzen. Aufgrund ihrer Länge war der Kasten an den Wagenenden eingezogen. Trotzdem waren einige Streckenanpassungen notwendig, bis die Wagen ohne Einschränkung im ganzen Netz verkehren konnten.
Die ersten 20 Triebwagen hatten Drehgestelle mit Aussenrahmen, der gekröpfte Längsträger aufwies. Der Wagenkasten stützte sich über eine Wiege auf die über dem Längsträger des Rahmens angeordneten Blattfederpakete auf das Drehgestell. Der Rahmen stützte sich wiederum über Wickelfedern auf die Achslagerträger, die mit Pendelrollenlagern der in Oerlikon ansässigen Kugellagerwerke J. Schmid – Roost AG (SRO) ausgestattet waren. Im Drehgestell waren zwei Tatzlagerantriebe angeordnet, die über Stirnradgetriebe mit der Übersetzung 1:5,69 auf die Radsätze arbeiteten. Die Räder hatten gummigefederte Radscheiben nach dem System SAB.
Die letzten 40 Wagen hatten Drehgestelle mit innen gelagerten Radsätzen. Anstelle des Wiegenbalkens waren die Wiegenfedern quer zur Fahrrichtung angeordnet und übernahmen die Funktion des Balkens. Die Motoren waren voll abgefedert im Drehgestell gelagert und trieben über einen MFO-Federantrieb die Radsätze an.

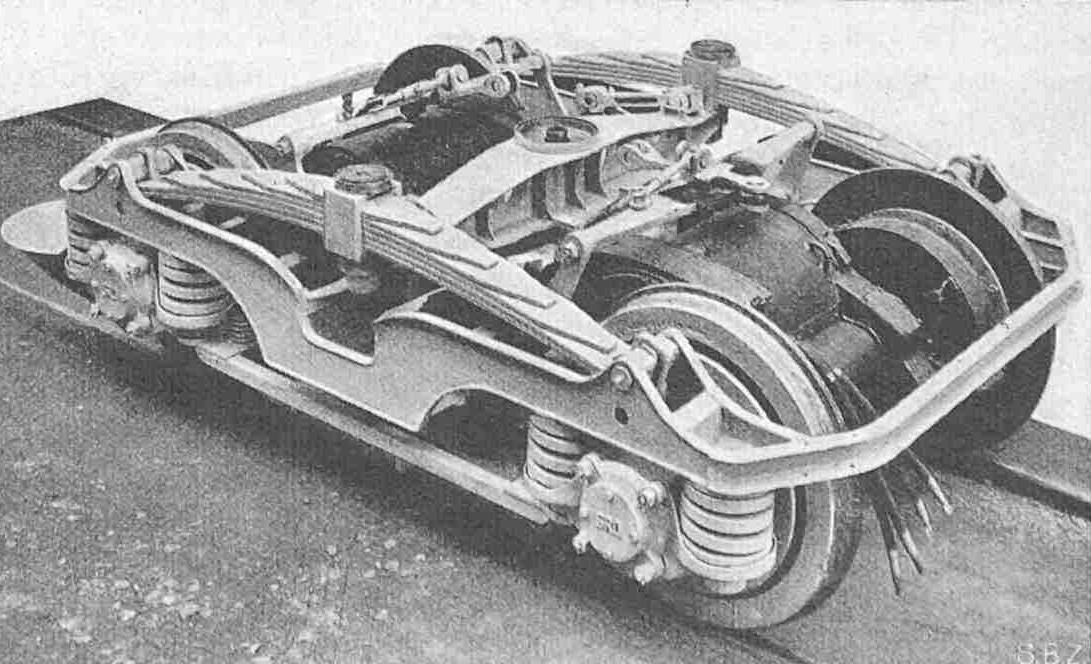
Drehgestell Bauart Schlieren der Wagen Ce 4/4 1351–1370
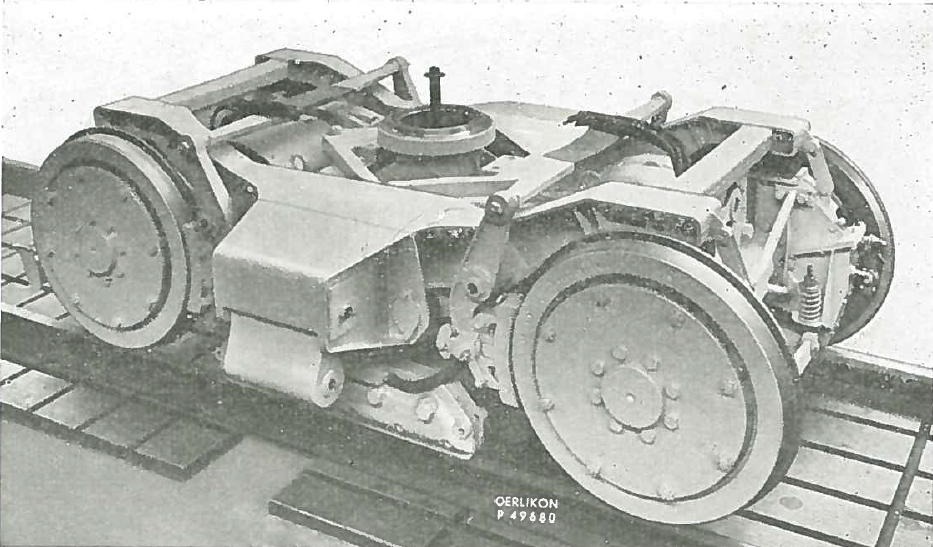
Drehgestell mit Innenrahmen der Wagen Ce 4/4 1371–1380

Die elektrische Ausrüstung bestand aus einem Scherenstromabnehmer auf dem Dach und einer Hüpfersteuerung mit 34 elektropneumatischen Schützen, die in einem Kasten in der linken Seitenwand untergebracht waren. Auf den Dachautomaten wurde verzichtet, ebenso fehlten Wendeschalter und Gruppierschalter. Alle diese Aufgaben wurden von Hüpfern übernommen, die Ströme bis 1800 A abschalten konnten.
Die Bedienung erfolgte über einen kleinen Steuerkontroller, der mit einer Kurbel auf der linken Seite im Führerstand angeordnet war, rechts befand sich das Führerbremsventil der Druckluftbremse. Der Steuerkontroller besass 13 Fahrstufen in Reihenschaltung, 10 Fahrstufen in Reihen-Parallelschaltung, eine Feldschwächstufe, 15 Bremsstufen und eine Notbremsstufe. Beim Anfahren sind alle vier Motoren in Reihe geschaltet, bei höheren Geschwindigkeiten sind zwei Gruppen zu zwei parallelgeschalteten Fahrmotoren in Reihe geschaltet. Im Fehlerfall können jeweils zwei Motoren zusammen abgetrennt werden. Eine Fahrzeugbatterie versorgt die Magnetschienenbremse und die Steuerstromkreise. Sie wird ständig geladen durch eine Reihenschaltung mit der Wagenbeleuchtung, der Heizung und dem Kompressor.

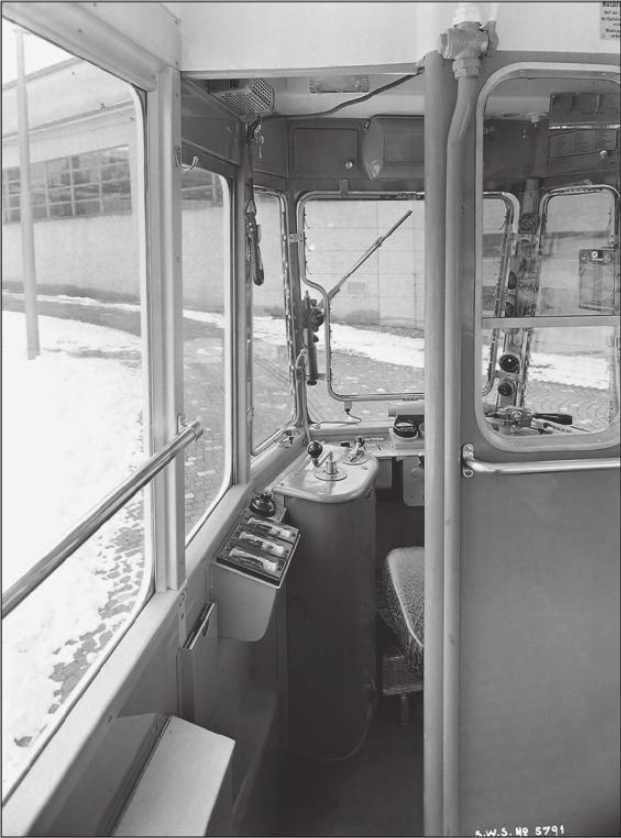
Führerstand des «Kurbelis»
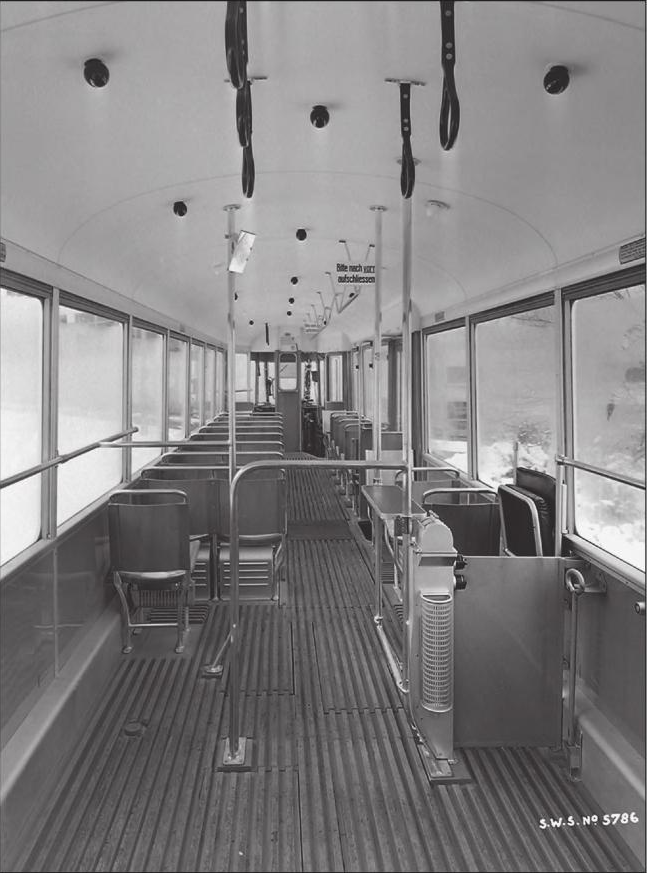
Innenraum von hinten nach vorn gesehen

## Schneepflüge Xe 4/4 1921–1929

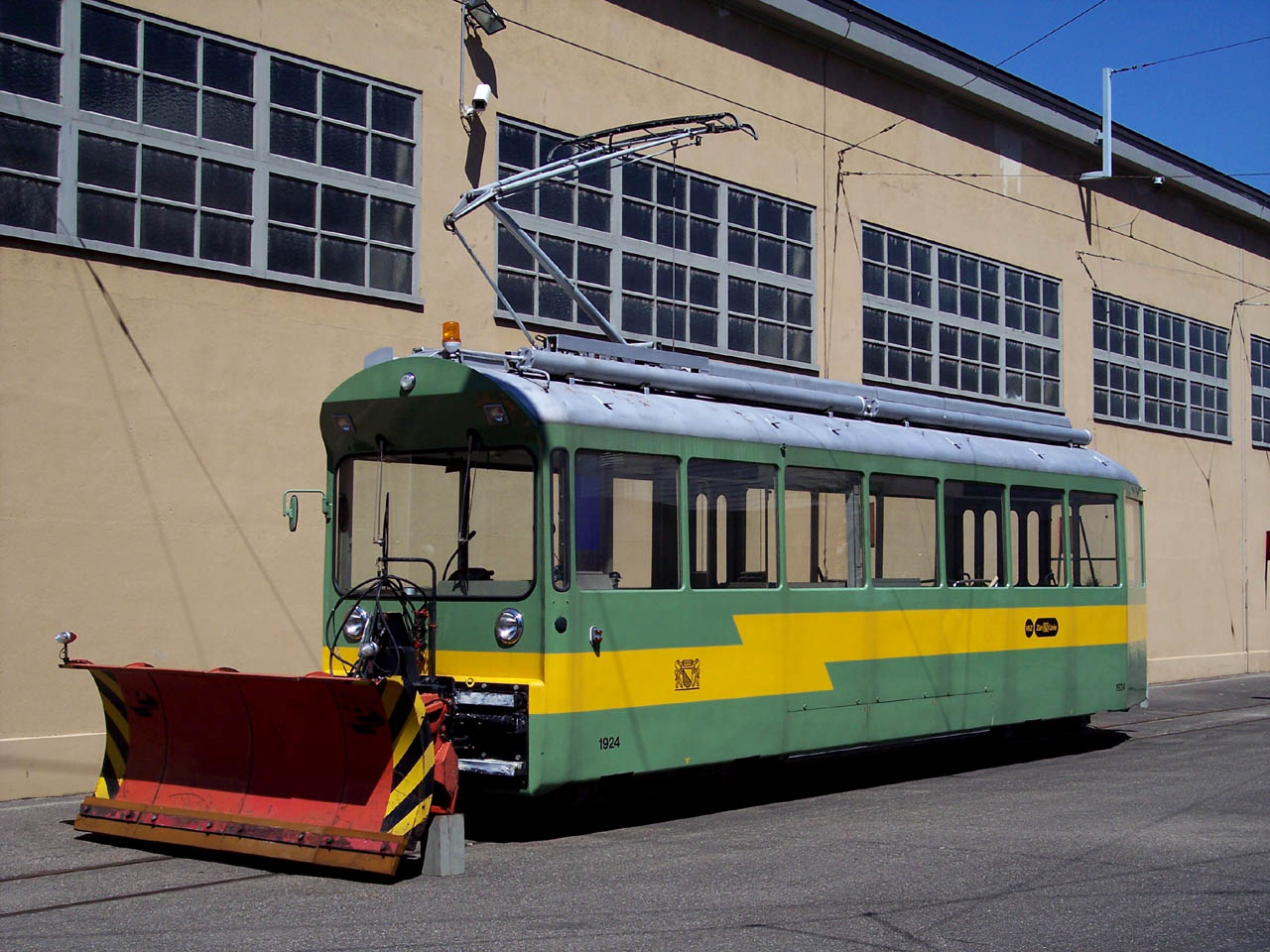
Schneepflug Xe 4/4 1924

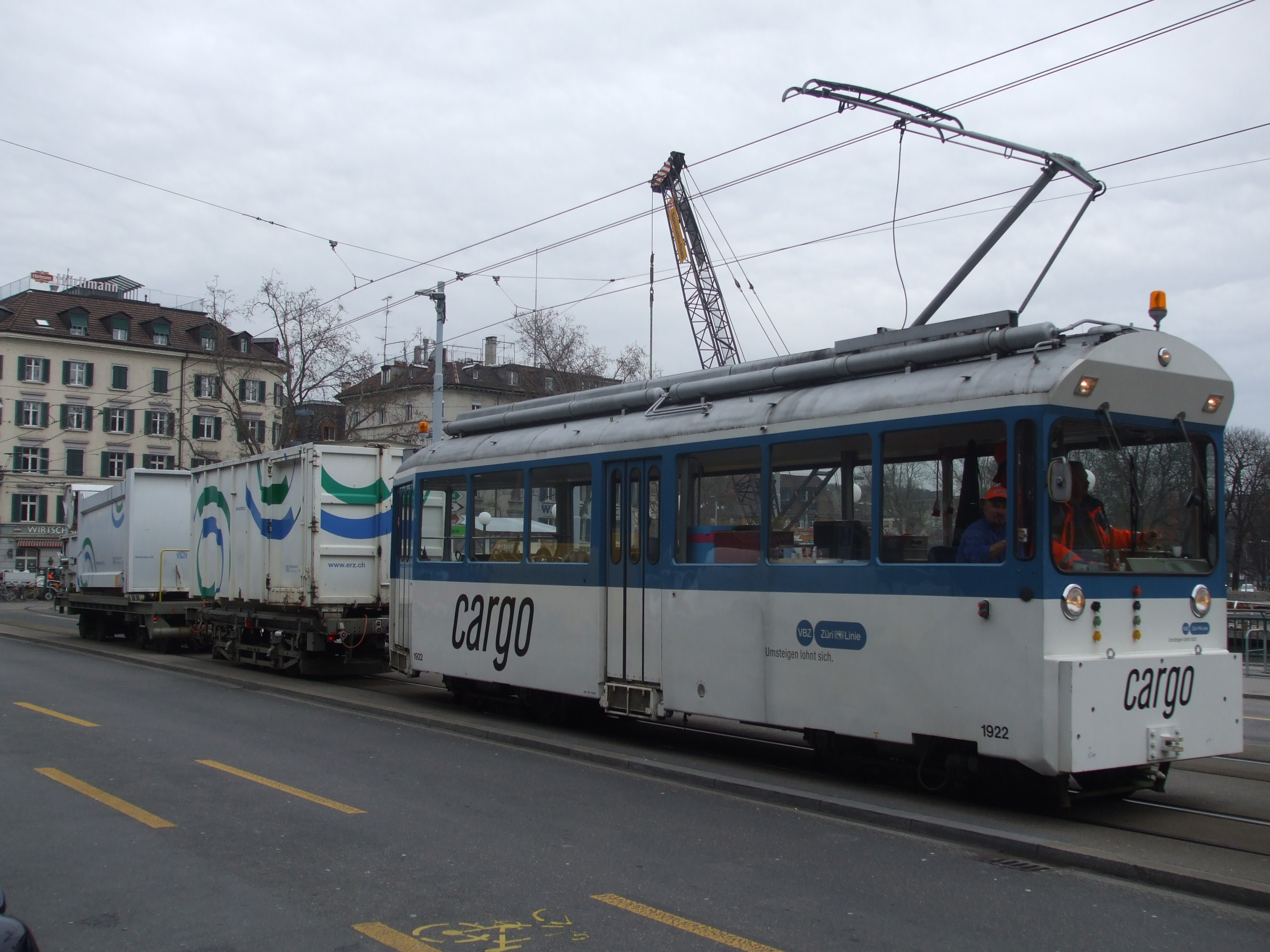
Cargotram Xe 4/4 1922

In den Jahren 1979 und 1981 wurden die Wagen 1351 bis 1359 in Schneepflüge umgebaut. Für den Umbau wurde der Wagenkasten hinter der vorderen Türe abgeschnitten und mit einer geraden Stirnfront verschlossen. Davor wurde ein Schneepflug angebracht, der vertikal und horizontal hydraulisch verschoben werden konnte. Im Führerstand wurden zwei Arbeitsplätze eingerichtet: links für den Wagenführer, rechts für den Beifahrer, der den Schneepflug bedient. Auf dem Dach wurde ein Einholmstromabnehmer platziert. Die Wagen erhielten die Bezeichnung Xe 4/4 1921–1929, wobei die neuen Nummern keinen Bezug zu den alten Wagennummern hatten. Von den neun Schneepflügen wurden zwei im Jahre 1999 an die Städtischen Verkehrsbetriebe Bern (SVB) verkauft und drei 1999 abgebrochen. Wagen 1922 wurde zum Cargotram umgebaut, das in der Sperrmüllabfuhr eingesetzt ist. Manchmal sind die Schneepflüge auch mit Kameraausrüstungen für Vermessungsarbeiten unterwegs.
| Xe 4/4 | ex Be 4/4 | Status                     |
| ------ | --------- | -------------------------- |
| 1921   | 1353      | 1999 abgebrochen           |
| 1922   | 1351      | Cargotram                  |
| 1923   | 1354      |                            |
| 1924   |           |                            |
| 1925   |           |                            |
| 1926   | 1357      | 1999 abgebrochen           |
| 1927   | 1355      | 1999 an SVB als Xe 4/4 504 |
| 1928   | 1356      | 1999 abgebrochen           |
| 1929   | 1359      | 1999 an SVB verkauft       |